# Ralytupa flavonigra
Ralytupa flavonigra är en tvåvingeart som först beskrevs av Loïc Matile 1974.  Ralytupa flavonigra ingår i släktet Ralytupa och familjen platthornsmyggor.
Artens utbredningsområde är Centralafrikanska republiken. Inga underarter finns listade i Catalogue of Life.